# 공주 마곡사 동종
공주 마곡사 동종(公州 麻谷寺 銅鐘)은 대한민국 충청남도 공주시 사곡면, 마곡사에 있는 조선시대의 동종이다. 1976년 1월 8일 충청남도의 유형문화재 제62호로 지정되었다.

## 개요
조선시대에 만든 동종으로 마곡사 심검당의 툇마루에 자리하고 있다. 마곡사는 〈태화산 마곡사 사적 입안〉에 따르면 신라 선덕여왕 9년(640년)에 자장율사가 창건하였고, 고려 중기에 보조국사 지눌에 의해 중건되었다.
마곡사 동종은 종신부에 명문이 새겨져 있어 제작연대와 만든 장소를 확실히 알 수 있는 귀한 자료이다. 명문에 의하면 효종 5년(1654년)에 충청도 대흥의 안곡사에서 만든 것이다.
종신의 윗부분에는 매우 사실적으로 표현된 두 마리의 용이 네 다리와 몸체로 고리를 이루고 있다. 종신의 어깨 4곳에는 사각형의 유곽을 배치하고, 그 안으로 9개의 유두를 볼록하게 장식하였다. 유곽 사이에는 위·아래로 원형의 머리광배를 가진 보살상을 새겼다. 종신의 윗부분에는 2줄의 직사각형 띠를 만들어 그 안에 원을 그리고, 범 자를 도드라지게 새겼고, 하단에는 연꽃과 보상화를 교차시킨 덩굴무늬 띠를 만들어, 종 표면의 문양에 통일감과 안정감을 주고 있다.

## 같이 보기
- 마곡사

## 참고 자료
- 마곡사동종 - 국가유산청 국가유산포털